# Schwere Panzerjäger-Abteilung 519
De  schwere Panzerjäger-Abteilung 519 (Hornisse) / schwere Panzerjäger-Abteilung 519 (Panther) was tijdens de Tweede Wereldoorlog een Duitse Panzerjäger-eenheid van de Wehrmacht ter grootte van een afdeling, uitgerust met gemechaniseerd geschut. Deze eenheid was een zogenaamde Heerestruppe, d.w.z. niet direct toegewezen aan een divisie, maar ressorterend onder een hoger commando, zoals een legerkorps of leger.
Deze Panzerjäger-eenheid kwam in actie aan het oostfront in 1943 – 1944 en aan het westfront in 1944 – 1945.  Deze eenheid was zeer succesvol in de defensieve slagen rond Vitebsk in de winter van 1943/44. Tijdens Operatie Bagration ging de Abteilung grotendeels verloren. Teruggetrokken naar de Heimat, werd de Abteilung omgevormd tot een eenheid met Jagdpanthers. Vanaf september 1944 volgde inzet in westelijk Duitsland. In 1945 volgden terugtrekkingen verder Duitsland in.

## Krijgsgeschiedenis

### schwere Panzerjäger-Abteilung 519 (Hornisse)
De schwere Panzerjäger-Abteilung 519 (Hornisse) werd opgericht op 25 augustus 1943 in Wehrkreis III uit Arbeitsstab Hoppe en bestond uit drie compagnieën. In september 1943 werd de Abteilung verplaatst naar Oefenterrein Oldebroek in Nederland. Hier ontving de Abteilung in oktober zijn eerste 16 Nashorns en in november nog eens 29 stuks. Na afloop van de training, verplaatste de Abteilung zich naar het oostfront, naar Vitebsk, onder Heeresgruppe Mitte. Daar kwam de Abteilung op 20 december 1943 voor het eerst in actie. Tegen 26 februari 1944 had de Abteilung totaal 300 vijandelijke pantservoertuigen vernietigd, ten koste van zes eigen verliezen. Daarvoor kreeg de Abteilung vijf Nashorns als vervanging en in juni kwamen er nog vijf stuks. Toen Operatie Bagration losbarstte, was de Abteilung deel van het 6e Legerkorps bij Vitebsk. Op 26 juni 1944 werd de Abteilung toegewezen aan het 9e Legerkorps en was later (rond 4 juli) in actie bij het Meer van Narač. Tegen medio juli 1944 waren alle Nashorns verloren gegaan.

### schwere Panzerjäger-Abteilung 519 (Panther)
De Abteilung werd opnieuw gevormd, nu als Jagdpanther Abteilung. Deze gemengde Abteilung verkreeg vanaf 22 augustus 1944 in totaal 17 Jagdpanthers en 28 Sturmgeschütz III op Oefenterrein Milau en verkreeg op 15 september 1944 zijn nieuwe naam. Op 10 oktober werd de Abteilung onder bevel geplaatst van het I SS Pantserkorps Leibstandarte in de Eifel. Vervolgens volgde een overdracht naar de 116e Pantserdivisie vanaf 7 november 1944 in de Slag om het Hürtgenwald. In de nacht van 19 op 20 november werd de Abteilung toegevoegd aan de 246e Volksgrenadierdivisie, ten oosten van Aken en beschikte op 12 december nog over negen Jagdpanthers en 19 Sturmgeschützen. De volgende dag kwamen daar negen Jagdpanzer IV/70(V)’s bij. Tijdens de Slag om de Ardennen kwam waarschijnlijk alleen de 1e Compagnie in actie, in ieder geval op 7 januari 1945 rond Dahl. In januari 1945 kwamen nog zes Jagdpanthers bij de Abteilung. Op 15 maart 1945 werd de Abteilung onder bevel van het 1e Leger geplaatst, om dat leger te helpen de Amerikaanse Operatie Undertone te weerstaan. Maar dat lukte niet en de Abteilung werd zo’n 10 dagen later over de Rijn teruggetrokken. Daarna volgde een terugtocht dieper Duitsland in. Tegen 10 april 1945 waren alle Jagdpanthers van de Abteilung vernietigd.

## Einde
Geen verdere informatie bekend.

## Commandanten
| Rang  | Naam             | Begin            | Eind               |
| ----- | ---------------- | ---------------- | ------------------ |
| Major | Wolf-Horst Hoppe | 15 oktober 1943  | 10 november 1944   |
| Major | Ulrich Schippert | 10 november 1944 | 20 november 1944 † |

Hauptmann Schippert sneuvelde bij Niedermerz en werd postuum bevorderd tot Major.
schwere Panzerjäger-Abteilung 88 · schwere Panzerjäger-Abteilung 93 · schwere Panzerjäger-Abteilung 512 · schwere Panzerjäger-Abteilung 519 · schwere Panzerjäger-Abteilung 525 · schwere Panzerjäger-Abteilung 559 · schwere Panzerjäger-Abteilung 560 · schwere Panzerjäger-Abteilung 583 · schwere Panzerjäger-Abteilung 586 · schwere Panzerjäger-Abteilung 653 · schwere Panzerjäger-Abteilung 654 · schwere Panzerjäger-Abteilung 655 · schwere Panzerjäger-Abteilung 673